# Brokencyde
Brokencyde — американская музыкальная группа, основанная в 2006 году и исполняющая песни в стиле кранккор.

## История
В 2004—2005 годах хип-хоп исполнитель Дэвид Гэлигос записывал свои треки в домашней студии и выкладывал в сеть. В 2006 году Дэвид основал группу совместно со своим другом Майклом Ши. Дэвид взял себе новый ник — Seven, Майкл подписывался как «Mikl». Группу назвали эрративом «Brokencyde».
В начале своего существования группа не могла найти профессиональную студию, и качество их первых записей не изменилось. Тем не менее в 2007 году группа записала первый альбом «The Broken!» и выложила его на Амазон. Позже продажи на Амазоне были закрыты, а сам альбом был выложен в сеть. Это был единственный релиз группы, в котором были треки на тему безответной любви, расставания и суицида.
Стиль группы сочетал кранк-музыку, речитатив, чистый вокал и скрим; данный стиль был назван Crunkcore. В начале 2008 года группа нашла третьего участника группы. Им становится Julian McClellan, который стал композитором и вокалистом «Brokencyde». Спустя какое-то время к группе присоединился новый участник — Anthony Trujillo.
В 2008 году группа записала микстейп «THA $C3N3 MiXTaPe». Он состоял из композиций разного типа и жанра; некоторые треки из сборника позже были переизданы на альбоме «I’m Not a Fan, But the Kids Like It!» и «The Best of brokeNCYDE». В том же году группа нашла лейбл «Suburban Noize» и уже через пару месяцев выпустила сингл «Freaxxx», на который был снят клип.
В конце 2008 года вышел первый официальный релиз «Brokencyde» — мини-альбом «BC13». В поддержку этого EP группа дала концерт на MTV и приняла участие в туре с другими малоизвестными группами.
2 июня 2009 года группа выпускает сингл «Booty Call» и клип на него. 16 июня выходит первый полноформатный альбом группы «I’m Not a Fan, But the Kids Like It!». Альбом дебютировал под номером 86 в американском чарте Billboard 2009, с более чем 6000 проданных копий альбома в первую неделю. Некоторые критики посчитали, что слушать этот альбом «слишком суровое наказание». В июле было снято видео на трек «40 Oz.».
После выпуска альбома группа много гастролировала, и в начале 2010 года вернулась в студию. Перед альбомом был выпущен двойной сингл «Teach Me How To Scream & Da House Party», на оба трека позднее были сняты клипы. Альбом, получивший название «Will Never Die» был выпущен 9 ноября 2010 года на другом лейбле — BreakSilence Records.
В 2011 году группа провела турне в поддержку второго альбома, и записала микстейп, который миксовал DJ Sku. Микстейп был назван «Brokencyde Vol. 1» и был выпущен 30 марта.
Третий альбом анонсирован 28 сентября 2011 года. Ровно через месяц, 28 октября, вышел первый сингл с альбома «Still the King!». 8 ноября был выпущен альбом «Guilty Pleasure». Альбом отличался от предыдущих, и его можно было бы смело отнести к обычному хип-хопу, если бы не трек «Still the King!», в котором присутствовал скриминг, являющийся неотъемлемой частью жанра crunkcore. 2 декабря вышел клип на трек «Phenomenon», съемки которого проходили в Лос-Анджелесе. 13 декабря вышел клип на трек «WHOA!» и 27 декабря вышел клип на трек «The Party Don’t Stop».
9 марта 2012 года вышел клип на скрим-версию трека «Doin’ My Thang», с альбома «Guilty Pleasure», а также был анонсирован выход переиздания альбома. 13 марта альбом был переиздан, и назван «Guilty PleasureZ». На нём был один новый трек, один перезаписанный, и ещё на одном был добавлен куплет приглашенного гостя. 21 июня вышел клип на ремикс песни «Never Back Down» при участии Deuce, который был записан во время тура «Fight to Unite».
Четвёртый студийный альбом группа начала писать ещё в начале 2012 года, по некоторым данным было написано достаточно материала, чтобы выпустить альбом, но осенью 2012 года группу покидает Phat J, который являлся основным композитором. Причиной является желание музыканта начать сольную карьеру, разногласий в группе не было.
Группа начала запись альбома заново, уже втроем, в конце 2012 года. 13 июня 2013 года был выпущен первый сингл без участия Phat J, который получил название «Geronimo». Затем группа отправляется в тур по Европе, возвращаясь из которого, затихает.
После долгого затишья, почти год спустя, группа выпускает очередной сингл «Fire!». Подтверждается информация об уходе Antz из группы и она возвращается к своему первоначальному составу. Через месяц после «Fire!» вышел сингл «I Hate You», написанный, по некоторым источникам, в связи с тем, что Mikl расстался со своей девушкой. Клип на сингл будет выпущен после 10000 прослушиваний на SoundCloud. Релиз четвёртого альбома brokeNCYDE состоялся 14 февраля совпавшего с Днем Святого Валентина. Альбом получил название — All Grown Up в него вошли 23 трека.
За 2 дня были распроданы все имеющиеся цифровые копии альбома.
Был Анонсирован Большой тур в Поддержку альбома — «They hate us cuz they ain’t us» К туру присоединились такие группы как Justina Valentine и Challenger.

## Состав группы
- Дэвид Гальегос «Se7en» — вокал, скриминг (с 2006)
- Майкл Ши «Mikl» — вокал (с 2006)

## Бывшие участники
- Джулиан Макклеллан «Phat J» — синтезатор, гитара, бит, бэк-вокал, гроул 2007—2012
- Антони Трухелио «Antz» — бит, гроул, бэк-вокал, (2008-2014)

## Дискография

### Студийные альбомы
| Год  | Название                             | Лейбл                |
| 2009 | I’m Not a Fan, But the Kids Like It! | BreakSilence Records |
| 2010 | Will Never Die                       | BreakSilence Records |
| 2011 | Guilty Pleasure                      | BreakSilence Records |
| 2012 | Guilty Pleasurez (Переиздание)       | BreakSilence Records |
| 2016 | All Grown Up                         | BreakSilence Records |
| 2018 | 0 to Brokencyde                      | Cleopatra Records    |

### Другие релизы
| Год  | Название                           | Лейбл                |
| 2007 | The Broken!                        | Seven Sound Ent.     |
| 2008 | THA $C3N3 MiXTaPe                  | BreakSilence Records |
| 2011 | DJ Sku Presents: BrokeNCYDE Vol. 1 | BreakSilence Records |

### Мини-альбомы
| Год  | Название | Лейбл                |
| 2008 | BC13     | BreakSilence Records |
| 2008 | BC13 Mix | BreakSilence Records |
| 2008 | BC13 EP  | BreakSilence Records |

## Видеография
- 2008 — «FreaXXX»
- 2009 — «Booty Call» feat E-40
- 2009 — «40 Oz.»
- 2010 — «Teach Me How To Scream»
- 2010 — «Da House Party»
- 2011 — «My Gurl»
- 2011 — «Still The King»
- 2011 — «Phenomenon»
- 2011 — «Whoa!»
- 2011 — «The Party Don’t Stop»
- 2012 — «Doin’ My Thang»
- 2012 — «Never Back Down» feat Deuce
- 2015 — «Fire»
- 2016 — «Dance Off»
- 2016 — «Los Locos»
- 2016 — «Fucked Up» feat Jay Kelly
- 2016 — «Floozy Season»
- 2018 — «0 to Brokencyde»
- 2018 — «Marijuanos»
- 2019 — «Bout It»